# Higashiyama-Kultur
Die Higashiyama-Kultur (jap. 東山文化, Higashiyama bunka, wörtlich: „Ostberg-Kultur“) bezeichnet eine kulturelle Blütezeit in der Muromachi-Periode des 15. Jahrhunderts unter Shōgun Ashikaga Yoshimasa. Die Higashiyama-Kultur war maßgebend für die Entstehung zahlreicher traditioneller japanischer Künste. Ihr Einfluss ist noch heute spürbar.
Ab 1483 widmete Yoshimasa sich, fern der Politik, voll seinem Leben als Ästhet. Unter seiner Gönnerschaft entwickelte sich eine neue künstlerische Kultur gemäß seinen ästhetischen Vorstellungen. Besonders einflussreich waren die Zen-Konzepte von wabi (侘び) und yūgen (幽玄). Das Zentrum der Kultur war Yoshimasas Altersruhesitz der Higashiyama-Palast, der heutige Jishō-ji. Der Name geht auf die Lage des Palastes an den östlichen Bergen Kyōtos zurück. Die Bedeutung der neuen Künste wird darin deutlich, dass sie allesamt bis in die heutige Zeit überdauert haben. Sie haben die japanische Kultur stark geprägt und stehen nun oftmals für „das Japanische“.
Ein Überblick zu den Künsten, die sich entwickelten:
- Neue Gedichtformen: Renga (連歌, dt. „Kettengedichte“) und Kanshi (漢詩, dt. „chinesische Gedichte“)
- Blumensteckkunst, genannt Ikebana (生け花) oder Kadō (華道, dt. „Weg der Blumen“)
- Teezeremonie, genannt Sadō (茶道, dt. „Weg des Tees“) oder Cha no yu (茶の湯, dt. „Wasser des Tees“)
- Suibokuga-Bilder (水墨画)
- Neue Theaterformen: Nō (能) und Kyōgen (狂言)
- Kare-san-sui-Gärten (枯山水)
- Shoin-Architektur (書院造り, shoin-zukuri)